# Xã Washington, Quận Van Wert, Ohio
Xã Washington (tiếng Anh: Washington Township) là một xã thuộc quận Van Wert, tiểu bang Ohio, Hoa Kỳ. Năm 2010, dân số của xã này là 5.131 người.